# Perissolestes aculeatus
Perissolestes aculeatus är en trollsländeart som beskrevs av Kennedy 1941. Perissolestes aculeatus ingår i släktet Perissolestes och familjen Perilestidae. Inga underarter finns listade i Catalogue of Life.